# Vincenza Bono
Vincenza Bono, coniugata Parrino (Alcamo, 29 ottobre 1942), è una politica italiana, Ministro per i beni culturali e ambientali dal 13 aprile 1988 al 23 luglio 1989 nel governo De Mita ed esponente del Partito Socialista Democratico Italiano.

## Biografia
Laureata in Lettere, è stata docente e preside negli istituti superiori; moglie del senatore del Partito Socialista Democratico Italiano (PSDI), Francesco Parrino, di cui rimase vedova nel 1985. Si candidò alle elezioni politiche del 1987 al Senato della Repubblica, venendo eletta nel collegio di Alcamo per lo stesso partito.
Con la nascita del governo presieduto dal segretario della Democrazia Cristiana Ciriaco De Mita tra le forze politiche che costituivano il pentapartito, viene nominata Ministro per i beni culturali e ambientali in quota PSDI, che il 13 aprile 1988 giura nelle mani del Presidente della Repubblica Francesco Cossiga.
A seguito della caduta del governo De Mita, ad opera dell'alleanza politica informale tra il leader socialista Bettino Craxi e i politici DC Giulio Andreotti e Arnaldo Forlani, e l'insiedarsi del sesto governo di Andreotti sostenuto dal pentapartito a luglio del 1989, non viene confermata Ministra al governo, ma diventa capogruppo del suo partito al Senato fino alla fine della X legislatura nel 1992 nel triennio dominato dall'alleanza fra Craxi-Andreotti-Forlani ribattezzata CAF da alcuni organi di stampa.
Alle elezioni politiche del 1992 viene rieletta al Senato, cosa che non avviene alle successive politiche del 1994.
Nel 1993, durante il periodo dell'inchiesta giudiziaria di Tangentopoli, venne accusata di ricettazione e di aver intascato una tangente di due miliardi e mezzo di lire.
Nel 2001 si candidò alle elezioni per il sindaco di Alcamo sostenuta da Forza Italia e la lista elettorale Biancofiore, ma ottenne il 18,8% dei voti, che le furono insufficienti per accedere al ballottaggio.
Alle elezioni regionali in Sicilia del 2008 viene candidata all'Assemblea Regionale Siciliana, in una lista autonomista a sostegno della mozione del presidente della provincia di Catania Raffaele Lombardo, ma non fu eletta.
Nel 2019 pubblicò, con la collaborazione del giornalista Dario Cocchiara, un libro-intervista ripercorrente la sua vita. Il volume, uscito per i tipi di Navarra Editore, si intitola: Enza Bono Parrino, Una donna una storia.